# Martín Belaúnde Moreyra
Martín Belaúnde Moreyra (Lima, 30 de octubre de 1938) es un abogado y político peruano. Fue congresista de la república durante el periodo 2011-2016 y embajador de Perú en Argentina desde el año 2003 hasta el año 2006. Fue también decano del Colegio de Abogados de Lima.

## Biografía
Nació en la ciudad de Lima, el 30 de octubre de 1938. Es hijo de Víctor Andrés Belaúnde Diez Canseco, expresidente de la Asamblea General de las Naciones Unidas quien fue hijo de Mariano Belaúnde de la Torre y Mercedes Diez-Canseco y Vargas, y de Teresa Moreyra y Paz-Soldán, hija de Francisco de Paula Moreyra Riglos y Luisa Paz-Soldán Rouaud.
Es el bisnieto del expresidente Pedro Diez-Canseco y del excanciller José Gregorio Paz-Soldán; sobrino de Carlos Moreyra y Paz Soldán, ex primer ministro; primo del expresidente Fernando Belaúnde Terry; y tío del excanciller José Antonio García Belaúnde y del congresista Víctor Andrés García Belaúnde.
Estudió en el Colegio Santa María Marianistas y en el Loyola School de Nueva York. Ingresó luego a la Pontificia Universidad Católica del Perú, donde estudió la carrera de Derecho y obtuvo el grado de abogado en 1962.
En 1998, hizo una maestría en Derecho civil y Derecho Comercial en la Universidad de San Martín de Porres. Es profesor de Derecho en las universidades San Ignacio de Loyola e Inca Garcilaso de la Vega.

## Trayectoria política
Fue miembro del partido Unión por el Perú liderado por Javier Pérez de Cuéllar y su carrera política se inició en las elecciones parlamentarias del año 1995 cuando fue candidato al Congreso de la República, sin embargo, Bealúnde no resultó elegido.
En 1999, Belaúnde ingresó al Colegio de Abogados de Lima y fue elegido como vicedecano ese mismo año. Luego en el año 2000, fue nombrado como decano y dentro de su trayectoria se caracterizó por su oposición al cuestionado gobierno del entonces presidente Alberto Fujimori. Fue impulsor de la vacancia presidencial contra Fujimori tras haberse fugado a la ciudad de Tokio, lo cual finalmente tuvo éxito en el Congreso de la República.
Apoyó el gobierno de transición encabezado por Valentín Paniagua y Belaúnde luego dejó el CAL en el año 2002. Posteriormente, fue aliado del gobierno de Alejandro Toledo y fue nombrado como presidente de la Comisión Nacional Anticorrupción, ejerciendo el cargo desde el 2001 hasta el 2003. Durante su trayectoria se le dio el apelativo de "zar anticorrupción".

### Embajador de Perú en Argentina
En enero del 2003, Belaúnde fue nombrado por el gobierno de Alejandro Toledo como su nuevo embajador del Perú en el país de Argentina, reemplazando a Hugo de Zela Martínez.
Permaneció en el puesto hasta el 2006, donde terminaba el régimen de Toledo y comenzaba el segundo gobierno de Alan García. Fue reemplazo por la aprista Judith de la Mata.

### Congresista de la República
Para las elecciones presidenciales del año 2011, Belaúnde fue invitado por el candidato Luis Castañeda Lossio para encabezar la lista de candidatos al Congreso de la República de la Alianza Solidaridad Nacional por Lima Metropolitana en los comicios congresales. Bealúnde finalmente fue elegido como congresista de la república, con 33,015 votos, para el periodo parlamentario 2011-2016. 
Durante su labor parlamentaria, fue presidente de la Comisión de Relaciones Exteriores durante el periodo 2013-2014 y vicepresidente de la Comisión de Energía y Minas. Presidió también la Comisión de Fiscalización.
Fue blanco de polémicas debido al cuestionado cobro de los S/.15.600 por concepto de gastos de instalación y de anunciar que destinaría parte de dicho monto al mantenimiento de su automóvil. Tras esto, Belaúnde pidió disculpas y decidió rechazar a tal bono.
Terminado su gestión legislativa, Belaúnde intentó su reelección al Congreso de la República por la Alianza Solidaridad Nacional con Unión por el Perú en 2016, sin embargo, no resultó reelegido debido a la renuncia de todos los candidatos.

## Controversias
Martín Belaúnde es cuestionado por su visión conservadora del acoso sexual. En marzo del 2015, durante un debate en el Pleno donde se aprobó la ley que sanciona el acoso sexual callejero, Belaúnde se opuso a la normativa y trató de justificar el acoso diciendo que "¡Qué vamos a hacer  en la playa, qué vamos a hacer cuando miramos maravillosos bikinis que Dios y la naturaleza nos prodiga?".Cabe señalar que la frase citada corresponde a parte del argumento que presentó el ex congresista durante un debate en el Congreso del Perú para eliminar la "mirada libidinosa" como causal delictiva del acoso sexual.